# Coppa del Mondo di sci alpino 1982
La Coppa del Mondo di sci alpino 1982 fu la sedicesima edizione della manifestazione organizzata dalla Federazione Internazionale Sci; ebbe inizio il 4 dicembre 1981 a Val-d'Isère, in Francia, e si concluse il 27 marzo 1982 a Monginevro, ancora in Francia. Nel corso della stagione si tennero a Schladming i Campionati mondiali di sci alpino 1982, non validi ai fini della Coppa del Mondo, il cui calendario contemplò dunque un'interruzione durante il mese di febbraio.
In campo maschile furono disputate 33 gare (10 discese libere, 9 slalom giganti, 9 slalom speciali, 5 combinate), in 20 diverse località. Lo statunitense Phil Mahre si aggiudicò sia la Coppa del Mondo generale, sia quelle di slalom gigante e e di slalom speciale; il canadese Steve Podborski vinse la Coppa di discesa libera. Mahre era il detentore uscente della Coppa generale.
In campo femminile furono disputate 31 gare (8 discese libere, 9 slalom giganti, 10 slalom speciali, 4 combinate), in 19 diverse località. La svizzera Erika Hess si aggiudicò sia la Coppa del Mondo generale, sia quella di slalom speciale; la francese Marie-Cécile Gros-Gaudenier vinse la Coppa di discesa libera, la tedesca occidentale Irene Epple quella di slalom gigante. La svizzera Marie-Theres Nadig era la detentrice uscente della Coppa generale.

## Uomini

### Risultati
| Data             | Località                         | Nazione                | Pista                                        | Spec. | Primo             | Secondo           | Terzo                       |
| ---------------- | -------------------------------- | ---------------------- | -------------------------------------------- | ----- | ----------------- | ----------------- | --------------------------- |
| 6 dicembre 1981  | Val-d'Isère                      | Francia                |                                              | DH    | Franz Klammer     | Peter Müller      | Toni Bürgler                |
| 8 dicembre 1981  | Aprica                           | Italia                 | Benedetti                                    | GS    | Joël Gaspoz       | Phil Mahre        | Ingemar Stenmark            |
| 8 dicembre 1981  | Val-d'Isère Aprica               | Francia Italia         |                                              | KB    | Phil Mahre        | Andreas Wenzel    | Leonhard Stock              |
| 9 dicembre 1981  | Madonna di Campiglio             | Italia                 | 3-Tre                                        | SL    | Phil Mahre        | Ingemar Stenmark  | Paolo De Chiesa             |
| 13 dicembre 1981 | Val Gardena                      | Italia                 | Saslong                                      | DH    | Erwin Resch       | Konrad Bartelski  | Leonhard Stock              |
| 13 dicembre 1981 | Madonna di Campiglio Val Gardena | Italia                 | 3-Tre Saslong                                | KB    | Phil Mahre        | Andreas Wenzel    | Even Hole                   |
| 14 dicembre 1981 | Cortina d'Ampezzo                | Italia                 |                                              | SL    | Steve Mahre       | Phil Mahre        | Ingemar Stenmark            |
| 15 dicembre 1981 | Cortina d'Ampezzo                | Italia                 |                                              | GS    | Boris Strel       | Phil Mahre        | Joël Gaspoz                 |
| 21 dicembre 1981 | Crans-Montana                    | Svizzera               |                                              | DH    | Steve Podborski   | Peter Müller      | Ken Read                    |
| 9 gennaio 1982   | Morzine                          | Francia                |                                              | GS    | Ingemar Stenmark  | Phil Mahre        | Marc Girardelli             |
| 12 gennaio 1982  | Bad Wiessee                      | Germania Ovest         |                                              | SL    | Ingemar Stenmark  | Franz Gruber      | Phil Mahre                  |
| 15 gennaio 1982  | Kitzbühel                        | Austria                | Streif                                       | DH    | Harti Weirather   | Steve Podborski   | Ken Read                    |
| 15 gennaio 1982  | Bad Wiessee Kitzbühel            | Germania Ovest Austria | ? Streif                                     | KB    | Phil Mahre        | Andreas Wenzel    | Peter Roth                  |
| 16 gennaio 1982  | Kitzbühel                        | Austria                | Streif                                       | DH    | Steve Podborski   | Franz Klammer     | Ken Read                    |
| 17 gennaio 1982  | Kitzbühel                        | Austria                | Ganslern                                     | SL    | Ingemar Stenmark  | Phil Mahre        | Paolo De Chiesa Steve Mahre |
| 19 gennaio 1982  | Adelboden                        | Svizzera               | Chuenisbärgli                                | GS    | Ingemar Stenmark  | Phil Mahre        | Max Julen                   |
| 23 gennaio 1982  | Wengen                           | Svizzera               | Lauberhorn                                   | DH    | Harti Weirather   | Erwin Resch       | Peter Wirnsberger           |
| 24 gennaio 1982  | Wengen                           | Svizzera               | Männlichen/Jungfrau                          | SL    | Phil Mahre        | Ingemar Stenmark  | Paul Frommelt               |
| 24 gennaio 1982  | Adelboden Wengen                 | Svizzera               | Chuenisbärgli Lauberhorn Männlichen/Jungfrau | KB    | Pirmin Zurbriggen | Ivan Pacák        | Thomas Kemenater            |
| 9 febbraio 1982  | Kirchberg in Tirol               | Austria                |                                              | GS    | Ingemar Stenmark  | Phil Mahre        | Marc Girardelli             |
| 13 febbraio 1982 | Garmisch-Partenkirchen           | Germania Ovest         | Kandahar                                     | DH    | Steve Podborski   | Conradin Cathomen | Harti Weirather             |
| 14 febbraio 1982 | Garmisch-Partenkirchen           | Germania Ovest         | Gudiberg                                     | SL    | Steve Mahre       | Phil Mahre        | Paolo De Chiesa             |
| 14 febbraio 1982 | Garmisch-Partenkirchen           | Germania Ovest         | Kandahar Gudiberg                            | KB    | Steve Mahre       | Michel Vion       | Peter Lüscher               |
| 17 febbraio 1982 | Whistler                         | Canada                 |                                              | DH    | Peter Müller      | Steve Podborski   | Dave Irwin                  |
| 5 marzo 1982     | Aspen                            | Stati Uniti            |                                              | DH    | Peter Müller      | Harti Weirather   | Conradin Cathomen           |
| 6 marzo 1982     | Aspen                            | Stati Uniti            |                                              | DH    | Peter Müller      | Todd Brooker      | Helmut Höflehner            |
| 13 marzo 1982    | Jasná                            | Cecoslovacchia         |                                              | GS    | Steve Mahre       | Hans Enn          | Phil Mahre                  |
| 14 marzo 1982    | Jasná                            | Cecoslovacchia         |                                              | SL    | Phil Mahre        | Ingemar Stenmark  | Steve Mahre Anton Steiner   |
| 17 marzo 1982    | Bad Kleinkirchheim               | Austria                |                                              | GS    | Steve Mahre       | Phil Mahre        | Pirmin Zurbriggen           |
| 19 marzo 1982    | Kranjska Gora                    | Jugoslavia             |                                              | GS    | Phil Mahre        | Hans Enn          | Marc Girardelli             |
| 20 marzo 1982    | Kranjska Gora                    | Jugoslavia             |                                              | SL    | Bojan Križaj      | Ingemar Stenmark  | Franz Gruber                |
| 24 marzo 1982    | San Sicario                      | Italia                 |                                              | GS    | Pirmin Zurbriggen | Marc Girardelli   | Phil Mahre                  |
| 26 marzo 1982    | Monginevro                       | Francia                |                                              | SL    | Phil Mahre        | Ingemar Stenmark  | Joël Gaspoz                 |

Legenda:

DH = discesa libera

GS = slalom gigante

SL = slalom speciale

KB = combinata

### Classifiche

#### Generale

Phil Mahre nel 1979

Erika Hess nel 1987

| Pos. | Nome             | Nazione       | Punti |
| ---- | ---------------- | ------------- | ----- |
| 1    | Phil Mahre       | Stati Uniti   | 309   |
| 2    | Ingemar Stenmark | Svezia        | 211   |
| 3    | Steve Mahre      | Stati Uniti   | 183   |
| 4    | Peter Müller     | Svizzera      | 132   |
| 5    | Andreas Wenzel   | Liechtenstein | 129   |
| 6    | Marc Girardelli  | Lussemburgo   | 121   |
| 7    | Joël Gaspoz      | Svizzera      | 119   |
| 8    | Steve Podborski  | Canada        | 115   |
| 9    | Bojan Križaj     | Jugoslavia    | 108   |
| 10   | Harti Weirather  | Austria       | 97    |

#### Discesa libera
| Pos. | Nome            | Nazione  | Punti |
| ---- | --------------- | -------- | ----- |
| 1    | Steve Podborski | Canada   | 115   |
| 2    | Peter Müller    | Svizzera | 115   |
| 3    | Harti Weirather | Austria  | 97    |
| 4    | Erwin Resch     | Austria  | 76    |
| 5    | Franz Klammer   | Austria  | 71    |

#### Slalom gigante
| Pos. | Nome             | Nazione     | Punti |
| ---- | ---------------- | ----------- | ----- |
| 1    | Phil Mahre       | Stati Uniti | 105   |
| 2    | Ingemar Stenmark | Svezia      | 101   |
| 3    | Marc Girardelli  | Lussemburgo | 77    |
| 4    | Hans Enn         | Austria     | 75    |
| 5    | Joël Gaspoz      | Svizzera    | 70    |

#### Slalom speciale
| Pos. | Nome             | Nazione     | Punti |
| ---- | ---------------- | ----------- | ----- |
| 1    | Phil Mahre       | Stati Uniti | 120   |
| 2    | Ingemar Stenmark | Svezia      | 110   |
| 3    | Steve Mahre      | Stati Uniti | 92    |
| 4    | Paolo De Chiesa  | Italia      | 68    |
| 5    | Franz Gruber     | Austria     | 66    |

#### Combinata
Nel 1982 venne anche stilata la classifica della combinata, sebbene non venisse assegnato alcun trofeo al vincitore.
| Pos. | Nome                   | Nazione       | Punti |
| ---- | ---------------------- | ------------- | ----- |
| 1    | Phil Mahre             | Stati Uniti   | 75    |
| 2    | Andreas Wenzel         | Liechtenstein | 60    |
| 3    | Even Hole              | Norvegia      | 42    |
| 4    | Hubertus von Hohenlohe | Messico       | 38    |
| 5    | Michel Vion            | Francia       | 28    |

## Donne

### Risultati
| Data             | Località                         | Nazione                 | Pista | Spec. | Prima                       | Seconda                     | Terza             |
| ---------------- | -------------------------------- | ----------------------- | ----- | ----- | --------------------------- | --------------------------- | ----------------- |
| 4 dicembre 1981  | Val-d'Isère                      | Francia                 |       | GS    | Irene Epple                 | Erika Hess                  | Tamara McKinney   |
| 10 dicembre 1981 | Pila                             | Italia                  |       | GS    | Irene Epple                 | Hanni Wenzel                | Tamara McKinney   |
| 12 dicembre 1981 | Piancavallo                      | Italia                  |       | SL    | Hanni Wenzel                | Erika Hess                  | Ursula Konzett    |
| 13 dicembre 1981 | Piancavallo                      | Italia                  |       | SL    | Erika Hess                  | Hanni Wenzel                | Maria Rosa Quario |
| 18 dicembre 1981 | Saalbach                         | Austria                 |       | DH    | Marie-Cécile Gros-Gaudenier | Doris De Agostini           | Sigrid Wolf       |
| 18 dicembre 1981 | Piancavallo Saalbach             | Italia Austria          |       | KB    | Irene Epple                 | Erika Hess                  | Christa Kinshofer |
| 19 dicembre 1981 | Saalbach                         | Austria                 |       | DH    | Doris De Agostini           | Marie-Cécile Gros-Gaudenier | Irene Epple       |
| 21 dicembre 1981 | Saint-Gervais-les-Bains          | Francia                 |       | SL    | Erika Hess                  | Anni Kronbichler            | Ursula Konzett    |
| 21 dicembre 1981 | Saalbach Saint-Gervais-les-Bains | Austria Francia         |       | KB    | Christin Cooper             | Lea Sölkner                 | Irene Epple       |
| 22 dicembre 1981 | Chamonix                         | Francia                 |       | GS    | Élisabeth Chaud             | Irene Epple                 | Erika Hess        |
| 3 gennaio 1982   | Maribor                          | Jugoslavia              |       | SL    | Erika Hess                  | Maria Rosa Quario           | Olga Charvátová   |
| 8 gennaio 1982   | Pfronten                         | Germania Ovest          |       | GS    | Irene Epple                 | Erika Hess                  | Maria Epple       |
| 13 gennaio 1982  | Grindelwald                      | Svizzera                |       | DH    | Gerry Sorensen              | Marie-Cécile Gros-Gaudenier | Élisabeth Chaud   |
| 14 gennaio 1982  | Grindelwald                      | Svizzera                |       | DH    | Gerry Sorensen              | Irene Epple                 | Cindy Nelson      |
| 14 gennaio 1982  | Pfronten Grindelwald             | Germania Ovest Svizzera |       | KB    | Irene Epple                 | Erika Hess                  | Cindy Nelson      |
| 18 gennaio 1982  | Bad Gastein                      | Austria                 |       | DH    | Holly Flanders              | Lea Sölkner                 | Sylvia Eder       |
| 19 gennaio 1982  | Bad Gastein                      | Austria                 |       | DH    | Sylvia Eder                 | Élisabeth Chaud             | Holly Flanders    |
| 20 gennaio 1982  | Bad Gastein                      | Austria                 |       | SL    | Erika Hess                  | Ursula Konzett              | Fabienne Serrat   |
| 20 gennaio 1982  | Bad Gastein                      | Austria                 |       | KB    | Erika Hess                  | Irene Epple                 | Lea Sölkner       |
| 22 gennaio 1982  | Lenggries                        | Germania Ovest          |       | SL    | Ursula Konzett              | Anni Kronbichler            | Erika Hess        |
| 23 gennaio 1982  | Berchtesgaden                    | Germania Ovest          | Loipl | SL    | Christin Cooper             | Perrine Pelen               | Ursula Konzett    |
| 9 febbraio 1982  | Oberstaufen                      | Germania Ovest          |       | GS    | Maria Epple                 | Christin Cooper             | Erika Hess        |
| 13 febbraio 1982 | Arosa                            | Svizzera                |       | DH    | Holly Flanders              | Cindy Nelson                | Maria Walliser    |
| 14 febbraio 1982 | Arosa                            | Svizzera                |       | DH    | Doris De Agostini           | Maria Walliser              | Gerry Sorensen    |
| 27 febbraio 1982 | Aspen                            | Stati Uniti             |       | GS    | Maria Epple                 | Erika Hess                  | Irene Epple       |
| 3 marzo 1982     | Waterville Valley                | Stati Uniti             |       | SL    | Ursula Konzett              | Maria Rosa Quario           | Tamara McKinney   |
| 4 marzo 1982     | Waterville Valley                | Stati Uniti             |       | GS    | Irene Epple                 | Maria Epple                 | Tamara McKinney   |
| 21 marzo 1982    | Alpe d'Huez                      | Francia                 |       | GS    | Erika Hess                  | Tamara McKinney             | Christin Cooper   |
| 21 marzo 1982    | Alpe d'Huez                      | Francia                 |       | SL    | Erika Hess                  | Daniela Zini                | Tamara McKinney   |
| 25 marzo 1982    | San Sicario                      | Italia                  |       | GS    | Maria Epple                 | Erika Hess                  | Christin Cooper   |
| 27 marzo 1982    | Monginevro                       | Francia                 |       | SL    | Christin Cooper             | Maria Epple                 | Dorota Tlałka     |

Legenda:

DH = discesa libera

GS = slalom gigante

SL = slalom speciale

KB = combinata

### Classifiche

#### Generale
| Pos. | Nome              | Nazione        | Punti |
| ---- | ----------------- | -------------- | ----- |
| 1    | Erika Hess        | Svizzera       | 297   |
| 2    | Irene Epple       | Germania Ovest | 282   |
| 3    | Christin Cooper   | Stati Uniti    | 198   |
| 4    | Maria Epple       | Germania Ovest | 166   |
| 5    | Cindy Nelson      | Stati Uniti    | 158   |
| 6    | Ursula Konzett    | Liechtenstein  | 137   |
| 6    | Lea Sölkner       | Austria        | 137   |
| 8    | Perrine Pelen     | Francia        | 125   |
| 9    | Tamara McKinney   | Stati Uniti    | 116   |
| 10   | Maria Rosa Quario | Italia         | 109   |

#### Discesa libera
| Pos. | Nome                        | Nazione        | Punti |
| ---- | --------------------------- | -------------- | ----- |
| 1    | Marie-Cécile Gros-Gaudenier | Francia        | 87    |
| 2    | Doris De Agostini           | Svizzera       | 84    |
| 2    | Holly Flanders              | Stati Uniti    | 84    |
| 4    | Gerry Sorensen              | Canada         | 81    |
| 5    | Irene Epple                 | Germania Ovest | 69    |

#### Slalom gigante
| Pos. | Nome            | Nazione        | Punti |
| ---- | --------------- | -------------- | ----- |
| 1    | Irene Epple     | Germania Ovest | 120   |
| 2    | Maria Epple     | Germania Ovest | 110   |
| 3    | Erika Hess      | Svizzera       | 105   |
| 4    | Tamara McKinney | Stati Uniti    | 74    |
| 5    | Christin Cooper | Stati Uniti    | 68    |

#### Slalom speciale
| Pos. | Nome              | Nazione       | Punti |
| ---- | ----------------- | ------------- | ----- |
| 1    | Erika Hess        | Svizzera      | 125   |
| 2    | Ursula Konzett    | Liechtenstein | 100   |
| 3    | Christin Cooper   | Stati Uniti   | 83    |
| 4    | Maria Rosa Quario | Italia        | 78    |
| 5    | Perrine Pelen     | Francia       | 67    |

#### Combinata
Nel 1982 venne anche stilata la classifica della combinata, sebbene non venisse assegnato alcun trofeo alla vincitrice.
| Pos. | Nome            | Nazione        | Punti |
| ---- | --------------- | -------------- | ----- |
| 1    | Irene Epple     | Germania Ovest | 85    |
| 2    | Erika Hess      | Svizzera       | 77    |
| 3    | Cindy Nelson    | Stati Uniti    | 43    |
| 4    | Lea Sölkner     | Austria        | 41    |
| 5    | Christin Cooper | Stati Uniti    | 37    |